# Mr. Greg
«Mr. Greg» es el octavo episodio de la tercera temporada de la serie de televisión animada estadounidense Steven Universe, que se estrenó el 19 de julio de 2016 en Cartoon Network. Fue escrito y guionizado por Joe Johnston y Jeff Liu. El episodio fue visto por 1.549 millones de espectadores. Es el primer episodio completamente musical de la serie y presenta siete canciones, más que cualquier otro episodio de Steven Universe.
El episodio presenta a Steven viajando a Ciudad Imperio con Perla y su padre Greg, quien recibió un cheque de $10 millones en el episodio anterior "Drop Beat Dad" después de que una de sus canciones se convirtiera en un éxito. Sin embargo, Perla todavía está muy resentida con Greg desde que Rose, la madre de Steven y el amor de su vida, lo eligió a él antes que a ella. Para mejorar su relación, Steven intenta mostrarles a Perla y Greg que tienen más en común de lo que creen.

## Trama
Steven (Zach Callison) y Greg (Tom Scharpling) se asombran al descubrir que la canción de Greg "Cometa" se ha utilizado como base de un exitoso comercial de hamburguesas («Like a Burger»). Los dos debaten qué deberían hacer con los $ 10 millones que Greg recibió por el jingle, creyendo mutuamente que las mejores cosas de la vida son gratis («Don't Cost Nothin'»). Finalmente, deciden irse de vacaciones a Empire City, y Steven sugiere que Perla (Deedee Magno Hall) los acompañe. Perla y Greg son reacios a ir de vacaciones juntos, pero Steven es optimista.
En Empire City, el trío reserva una estadía en Le Hotel, donde el personal se une a ellos en una canción sobre la opulencia del hotel y la diversión que están teniendo allí («Mr. Greg»). Greg le pide a Perla que baile con él, pero ella se niega y termina abruptamente la canción. Más tarde esa noche, mientras Steven y Greg duermen, Perla canta sobre sus sentimientos por Rose Cuarzo y sus celos por el amor de Rose y Greg, expresando su arrepentimiento y su incapacidad para seguir adelante desde que Rose finalmente eligió a Greg y creó a Steven («It's Over, Isn't It?»). Steven y Greg se despiertan durante la canción, y Greg, lamentando que su relación con Perla no pueda repararse, huye al bar del hotel.
Steven le revela a Perla que la invitó para que ella y Greg pudieran resolver sus diferencias. Reuniéndolos, toca una canción en el piano, instándolos a hablar entre ellos sobre sus sentimientos por Rose («Both of You»). Una vez que han discutido sus sentimientos, el personal del hotel los anima y Greg recibe la factura por su servicio. Los tres parten de Empire City; Greg y Perla conversan amigablemente mientras Steven felizmente observa que están en mejores términos («Don't Cost Nothing (Reprise)»).

## Producción
Los episodios de Steven Universe están escritos y guionizados por un solo equipo. "Mr. Greg" fue escrito y guionizado por Joe Johnston y Jeff Liu, siendo el episodio final de Johnston como guionista antes de convertirse en el director supervisor del programa a tiempo completo, mientras que Ki-Yong Bae y Jin-Hee Park proporcionaron la dirección de animación. y Jasmin Lai se desempeñó como directora de arte. La escena durante "It's Over, Isn't It?" en el que la cámara gira alrededor de Perla se inspiró en una escena similar durante "Crazy World" de la película Victor Victoria. Shelby Rabara, actriz de voz de Peridot, proporcionó el audio de Perla y Steven bailando claqué durante la canción "Mr. Greg".

### Música
El episodio es un musical con siete canciones: «Like a Burger», «Don't Cost Nothing», «Empire City», «Mr. Greg», «It's Over, Isn't It?», «Both of You» y una repetición de «Don't Cost Nothing». «Mr. Greg» fue escrita por Joe Johnston, Ben Levin y Jeff Liu, con Liu tocando la guitarra y Levin tocando el bajo. «It's Over, Isn't It» y «Both of You» fueron arreglados por Aivi & Surasshu, el equipo de música de la serie, y escritos por la creadora de la serie Rebecca Sugar, con cuerdas interpretadas por Jeff Ball. Sugar tuvo que reescribir «It's Over, Isn't It» varias veces durante la producción, llamándola "la canción más difícil que he escrito hasta la fecha".

## Emisión y recepción
«Mr. Greg» se estrenó el 19 de julio de 2016 en Cartoon Network. Su transmisión estadounidense inicial fue vista por aproximadamente 1.549 millones de espectadores. Recibió una calificación de hogar de Nielsen de 0,43, lo que significa que fue visto por el 0,43% de todos los hogares. Este fue el tercer episodio del evento «Steven's Summer Adventures», donde se transmitió un nuevo episodio todos los días de la semana durante cuatro semanas de las vacaciones de verano.
Este episodio recibió elogios universales de la crítica. Eric Thurm de The AV Club, aunque sintió que el episodio fue «un poco carente de sutileza, incluso para Steven Universe», lo describió como «encantador» y le dio una calificación A-. KK Bracken y Laura B de thegeekiary.com elogiaron el episodio por "la música pegadiza, la animación grandilocuente, las grandes frases ingeniosas y el humor visual hilarante". ND Medina de iDigitalTimes calificó las canciones del episodio como «algunas de las melodías más pegadizas de este lado de Hamilton», y destacó «It's Over, Isn't It» como «lo más magníficamente gay que ha hecho Steven Universe desde que Ruby y Sapphire obtuvieron su propio episodio».
En 2017, el episodio fue nominado a un premio Emmy en horario estelar como programa animado de formato corto destacado.